# Сельца (Шекснинский район)
Сельца — деревня в Шекснинском районе Вологодской области.
Входит в состав сельского поселения Чуровского, с точки зрения административно-территориального деления — в Чуровский сельсовет.
Расстояние по автодороге до районного центра Шексны — 11 км, до центра муниципального образования Чуровского — 2 км. Ближайшие населённые пункты — Перхино, Пестово, Старово, Борисово, Пограево, Высоково.
По переписи 2002 года население — 1 человек.